# Australian Open de 1981
O Australian Open de 1981 foi um torneio de tênis disputado nas quadras de grama do Kooyong Lawn Tennis Club, em Melbourne, na Austrália, entre 24 de dezembro de 1981 e 3 de janeiro de 1982. Corresponde à 14ª edição da era aberta e à 70ª de todos os tempos.

## Finais

### Profissional
| Categoria | Evento    | Campeã(s)(o/ões)           | Vice-campeã(s)(o/ões)           | Resultado          | Chave(s)  | Chave(s)       |
| --------- | --------- | -------------------------- | ------------------------------- | ------------------ | --------- | -------------- |
| Simples   | Masculino | Johan Kriek                | Steve Denton                    | 6–2, 7–6, 6–7, 6–4 | principal | qualificatório |
| Simples   | Feminino  | Martina Navrátilová        | Chris Evert                     | 6–7, 6–4, 7–5      | principal | qualificatório |
| Duplas    | Masculino | Mark Edmondson Kim Warwick | Hank Pfister John Sadri         | 6–3, 6–7, 6–3      | principal | principal      |
| Duplas    | Feminino  | Kathy Jordan Anne Smith    | Martina Navrátilová Pam Shriver | 6–2, 7–5           | principal | principal      |

### Juvenil
| Categoria | Evento    | Campeã(s)(o/ões)           | Vice-campeã(s)(o/ões) | Resultado | Chave(s)  | Chave(s)       |
| --------- | --------- | -------------------------- | --------------------- | --------- | --------- | -------------- |
| Simples   | Masculino | Jörgen Windahl             | Pat Cash              | 6–4, 6–4  | principal | qualificatório |
| Simples   | Feminino  | Anne Minter                | Corinne Vanier        | 6–4, 6–2  | principal | qualificatório |
| Duplas    | Masculino | David Lewis Tony Withers   |                       |           | principal | principal      |
| Duplas    | Feminino  | Maree Booth Sharon Hodgkin |                       |           | principal | principal      |